# 邱威傑
邱威傑（1975年12月3日—），藝名呱吉（英語：Froggy），臺灣YouTuber、網絡紅人，曾任臺北市議員。邱威傑於2015年創辦「上班不要看」YouTube頻道，並經營直到2025年解散。2018年，邱威傑以無黨籍身分當選第13屆臺北市議員，創下臺灣YouTuber首次參政的紀錄；後於2022年12月任期屆滿卸任，未競選連任。

## 早年
邱威傑出生於臺北市松山區，成長於民生社區，就學於民權國小、敦化國中。父親邱清耀出身桃園八德當地望族，宗族為邱蓮塘公派，宗祠為南靖忠實堂；母親來自臺中豐原。高中原就讀建國中學，遭退學後就學於中興高中至畢業。就讀建國中學時，曾與丁允恭、劉燈等人，開辦地下刊物《火種》，反抗威權統治及中國國民黨扶植的組織「薪傳社」。大學時，就讀國立臺灣大學人類學系和輔仁大學廣告傳播學系，但均未畢業。
1990年代，邱威傑為台灣渥克劇團成員。先後任職於香港迪士尼公司、戲谷和Madhead，並以筆名「南宮博士」從事遊戲評論。

## YouTube事業
2015年，邱威傑辭去Madhead的工作，和同事張定澤（湯瑪士）創業，成立YouTube頻道「上班不要看」，並開始使用藝名「呱吉」。他同時也經營個人頻道，固定於星期四直播。
2019年帶領團隊創立走鐘獎，並於2023年成立走鐘獎執行委員會。

## 從政生涯
2018年3月，臺北市市長柯文哲上呱吉的直播頻道談到Uber、Airbnb、性交易專區、政論節目談論柯文哲等議題，立法委員陳素月就此事質詢國家通訊傳播委員會（NCC）主任委員詹婷怡，認為直播內容髒話連連，恐對兒少有不良影響。NCC認為不違反兒少法都屬於言論自由，柯文哲對此不以為意；而呱吉拍攝影片回應，表示「這個世界上最可怕的，並不是髒話或者成人世界的用語，而是謊言和愚蠢。」
2018年4月2日，邱威傑宣布以無黨籍身分參選臺北市第三選舉區（松山區、信義區）議員，並將姓名改為「邱議員」，拍攝相關影片。同年5月，將姓名改回原名「邱威傑」。邱威傑的競選經費原訂為新台幣120萬，在選後結算約花費170萬。
2018年9月3日，邱威傑於個人YouTuber頻道開播新節目《民主開箱》，《民主開箱》的第一集是揭露中天電視台的業務配合價碼，觀看次數超過65萬人次。
2018年11月4日，表態支持臺北市市長柯文哲連任，稱其他候選人都不完美。
2018年11月24日，以11,786票當選臺北市松山信義區議員，並表示下一屆選舉不會爭取連任。邱威傑表示，上任後預計會出席八九成會期，並不打算全勤，但只要不開會就不會領出席費。
邱威傑參與2019年的「大港開唱」，表演脫口秀時用「龟头」嘲諷時任高雄市市長韓國瑜，當事人認為演出內容粗俗下流，並要求高雄市政府政風處調查。
2020年6月23日，主張要完成民主開箱的邱威傑質疑遠雄違法復工臺北大巨蛋，但當民眾和媒體寄望其提出違法證明時，邱卻指稱違法就是違法，只是「苦無證據」而已。
2021年1月30日，完成一日雙塔（成績：24小時42分45秒，總里程506公里）。同年6月，邱威傑發文批判「吳宗憲捐贈嚴重特殊傳染性肺炎快篩試劑事件」。
2022年11月20日，直播中嗆劉仕傑競選團隊對黃郁芬選舉車隊比中指，劉仕傑提供監視器公開打臉「是比大拇指」。

### 歡樂無法黨
2019年11月5日，邱威傑在Facebook上宣布與張志祺、陳子見及網路頻道「眼球中央電視台」成員共組「歡樂無法黨」，為臺灣第一個由YouTuber創設的政黨。11月14日，在創黨大會上，當選首任領袖——頭銜為「歡樂總書記」。然而，該黨僅進行備案，未於一年內完成法人登記；2021年2月19日，其政黨備案被內政部宣告廢止。

## 選舉紀錄
| 年度 | 選舉屆數               | 選舉區           | 所屬政黨 | 得票數 | 得票率 | 當選標記 | 備註 |
| ---- | ---------------------- | ---------------- | -------- | ------ | ------ | -------- | ---- |
| 2018 | 第十三屆臺北市議員選舉 | 臺北市第三選舉區 | 無黨籍   | 11,786 | 5.28%  |          |      |

## 演出作品

### 電影
| 年份   | 片名                       | 導演           | 飾演   | 備註 |
| 1998年 | 《惡女列傳》之〈阿貓阿狗〉 | 詹小維(詹穎郁) | CD店員 | 臨演 |

### 電視劇
| 年份   | 片名           | 導演                   | 飾演     | 備註                        |
| 2020年 | 《國際橋牌社》 | 汪怡昕、林世章、孫大軍 | 抗議群眾 | 1992年台韓斷交抗議群眾 客串 |

### MV
| 發行日期      | 合作作品                | 創作者   | 備註     | Ref    |
| MV客串演出    |                         |          |          |        |
| 2019年5月24日 | 多想告訴你              | 黃氏兄弟 | 客串校長 | [ 24 ] |
| 2019年7月15日 | 愛情雨 Love Rain        | 9m88     | 友情客串 | [ 25 ] |
| 2021年9月10日 | 歹勢中年 Sorry No Youth | 拍謝少年 | 友情客串 | [ 26 ] |

## 現場喜劇
| 年份   | 演出名稱                                          | 演員 | 備註 |
| ------ | ------------------------------------------------- | --- | --- |
| 2020年 | 《吐槽大會：呱吉無法擋 The Roast of Froggy Chiu》 | 呱吉、曾博恩、壯壯、黃逸豪、黃豪平、凱莉、賀瓏、Jim程建評、東區德、曹小歐 、大鵰博士                            | |
| 2020年 | 《火熱耶誕節》                                    | 曹小歐、呱吉、采翎、大可愛、麥摳、傑克、幺幺                                                                    | 傑克（僅台北場） 幺幺（僅台中場與高雄場）                                                                        |
| 2022年 | 《毒舌殊死戰 Roast Death Match：噁男VS 俗女》     | 噁男隊：呱吉、蕭東意、東區德、馬克吐司 俗女隊：凱莉、陳沂、瑞恩、琳妲 公正法官：黃豪平 毒舌正義女神：摩洛哥可可 | |
| 2022年 | 《來搞來搞笑》                                    | 呱吉、曹小歐、麻希、蔡哥、傑克、大可愛                                                                          | 麻希與小歐組成團體「希歐吐」                                                                                     |
| 2023年 | 《吉，掰！感謝祭》                                | 呱吉 | 此場為個人專場 暖場：曹小歐、LuxyGirls、7Ling（Nike老師） 嘉賓：柯文哲、台通李毅誠、迪拉胖、凱莉、陳柏惟、苗博雅 |
| 2024年 | 《All Star 不羈夜2024：激度不妥！》               | 壯壯、東區德、呱吉、凱莉、歐耶                                                                                  | 2024台北喜劇節                                                                                                   |

## 外部連結
- （繁體中文） YouTube上的呱吉頻道
- （繁體中文） 邱威傑的Facebook專頁
- （繁體中文） 呱吉個人臉書的Facebook專頁
- （繁體中文） 邱威傑的Instagram帳戶
- （繁體中文） 邱威傑的Plurk專頁
- （繁體中文） 邱威傑個人部落格《遊戲噗》
- （繁體中文） 《民主開箱未來城市》松山。信義區市議員邱威傑競選網站
- （繁體中文） 臺北市議會邱威傑議員簡介
- 呱吉 Apple Podcast （页面存档备份，存于）

| 政党职务   | 政党职务                                                 | 政党职务        |
| ---------- | -------------------------------------------------------- | --------------- |
| 歡樂無法黨 |                                                          |                 |
| 新頭銜     | 歡樂無法黨歡樂總書記 第1任 2019年11月14日－2021年2月19日 | 繼任： 政黨解散 |